# Pionýrské noviny
Pionýrské noviny byl dětský týdeník novinového formátu vydávaný ústředním výborem ČSM v letech 1951 až 1968. V letech 1965 až 1967 vycházely dvakrát týdně. Jejich hlavním cílem bylo působit na mládež v duchu pionýrské komunistické ideologie. Na jednotlivé školní roky rovněž vydávaly brožovaný Zápisník Pionýrských novin obsahující kalendář a různé zajímavosti. V roce 1968 se transformovaly na Sedmičku, později přejmenovanou na Sedmičku pionýrů.

## Historie
První číslo vyšlo 1. září 1951 s podtitulem Týdeník Československého svazu mládeže. Šéfredaktorem byl Alois Poledňák, vydavatelem ÚV ČSM. Titul měl čtyři strany velkého novinového formátu. Ve druhém ročníku došlo ke změně vydávání ze školního na kalendářní rok. Ročník byl tedy prodloužený a vycházel od září 1952 do prosince 1953. Ve třetím ročníku (1954) se změnil podtitul na Týdeník ústředního výboru Československého svazu mládeže. Alois Poledňák souběžně s prací v redakci vykonával funkci tajemníka ÚV ČSM, a proto se od listopadu 1956 stal šéfredaktorem Oldřich Kryštofek. V roce 1958 se redakce přestěhovala ze Štěpánské ulice do Panské, kde setrvala po celých zbývajících deset let. Od počátku bylo kromě číslování v rámci ročníku uváděno i průběžné číslování, které skončilo pětistým číslem v roce 1959. V roce 1962 se šéfredaktorem stal dosavadní zástupce šéfredaktora Josef Mašín. V roce 1963 se Pionýrské noviny vrátily k vydávání podle školního roku. Zkrácený dvanáctý ročník měl jen 35 čísel a vycházel od ledna do srpna 1963. Ve třináctém ročníku (1963/64) se rozšířil podtitul na Orgán ústředního výboru Československého svazu mládeže a ústřední rady Pionýrské organizace ČSM. Od roku 1965 organizovala redakce čtenářské kluby nazývané POK - Party opravdových kamarádů řízené redaktorem Karlem Krtičkou, který zároveň redigoval klubovou rubriku Kormidlo.  Od 15. ročníku (1965/66) vycházely Pionýrské noviny dvakrát týdně a v každém čísle tohoto ročníku přinesly fotografii známého herce, zpěváka nebo sportovce. V následujícím ročníku byla zachována periodicita dvakrát týdně. Tisk probíhal ve dvou různých tiskárnách, a proto se úterní vydání lišilo od pátečního. Úterní (sudá) čísla měla mírně zmenšený formát, vycházela barevně a obsahovala komiks. Výroba se často opožďovala a stávalo se, že čtenáři obdrželi oba výtisky najednou.
Jelikož se nedařilo odstranit technické problémy a nebyla naděje na jejich blízké vyřešení, vrátily se noviny v sedmnáctém ročníku (1967/68) k týdenní periodicitě. Počet stran se však zdvojnásobil na osm a formát se sjednotil na velikost dřívějších sudých čísel. To umožnilo tisk delších a ucelenějších článků. Podtitul se zkrátil na Týdeník Pionýrské organizace ČSM a došlo ke změně ve vedení. Členové redakce se sešli prakticky konspiračním způsobem s cílem zbavit funkce šéfredaktora Mašína. To se vzhledem k aktuální politické situaci podařilo. Krátkodobě redakci řídil zástupce šéfredaktora Stanislav Rudolf a od října 1967 se šéfredaktorem stal Jan Ryska. Zatímco doposud byly noviny spíše věstníkem pionýrské organizace, v sedmnáctém ročníku se začaly měnit na populárně zaměřený dětský časopis. Od začátku dubna 1968 probíhala na stránkách Pionýrských novin diskuse o jejich budoucí podobě. Na základě čtenářských ohlasů bylo rozhodnuto, že noviny přejdou na praktičtější téměř poloviční formát, zdvojnásobí počet stran na 16 a přestanou se vymezovat jako titul určený pionýrům. V souvislosti s tím dojde ke změně názvu. Z přibližně 150 návrhů byla zvolena Sedmička s podtitulem Čtení pro chlapce a děvčata na 7 dní. Dne 25. dubna 1968 vyšlo poslední číslo Pionýrských novin s velkou upoutávkou na Sedmičku na titulní straně. První číslo Sedmičky vyšlo o týden později a předplatné na ni přešlo automaticky. Šéfredaktorem byl i nadále Jan Ryska, který zůstal v čele redakce až do roku 1978.